# 圣母升天圣殿 (热舒夫)
圣母升天圣殿（Bazylika Wniebowzięcia Najświętszej Maryi Panny w Rzeszowie）是一座罗马天主教次级宗座圣殿、堂区教堂，位于波兰热舒夫市中心老城的边缘。旁边是一个修女院。这是一座砖砌教堂，建于1610 – 1624年，1949年10月18日成为波兰文物古迹。 

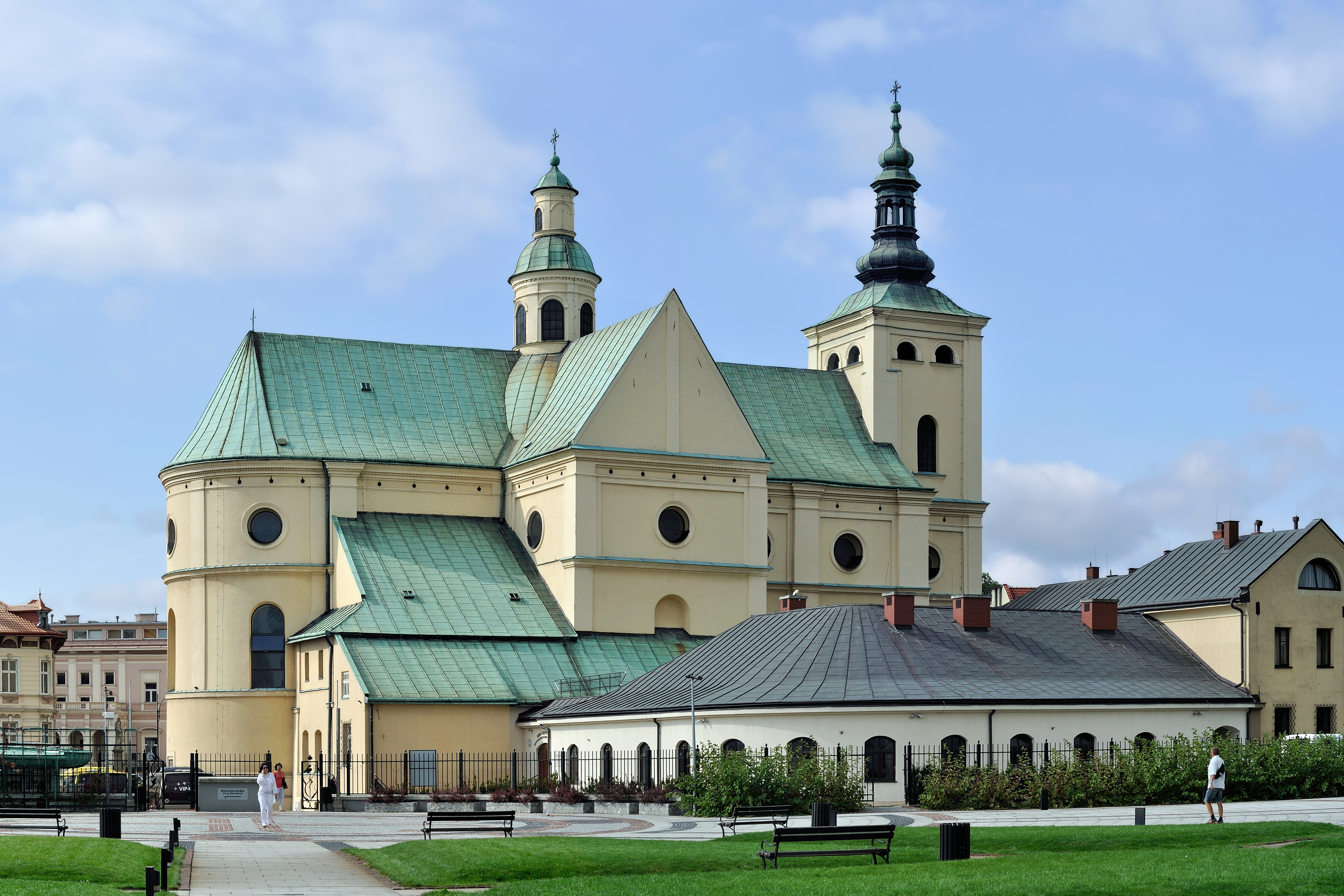
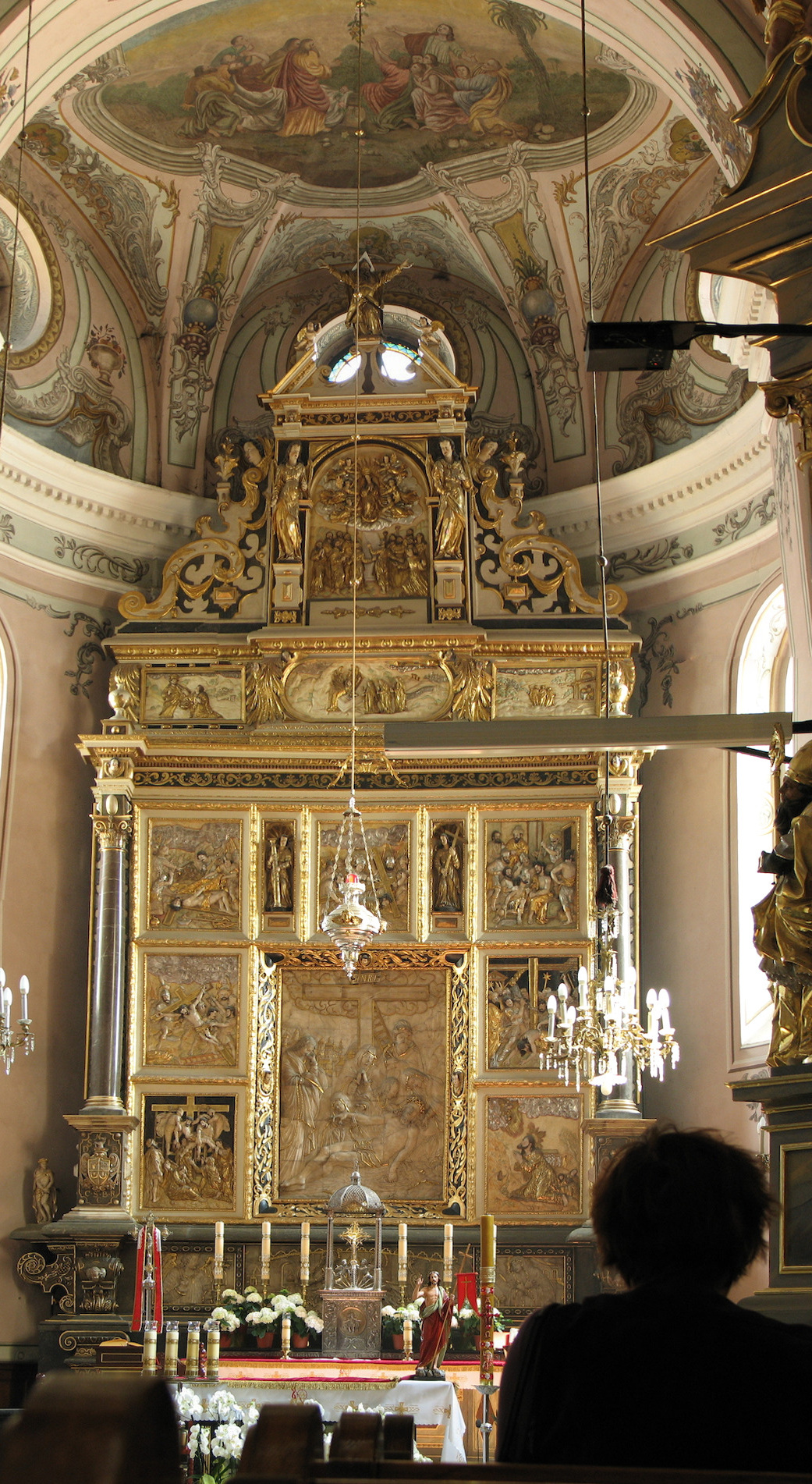
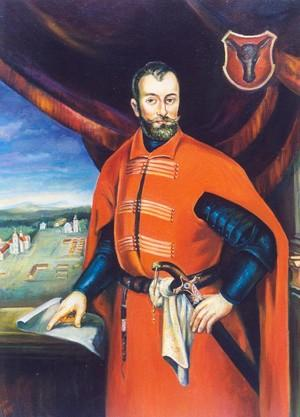

## 历史
1531-1536年间，建造了一座小型木质教堂。17世纪初，修建一座新教堂。建筑工程可能在1610年和1624年之间,可能由来自莱比锡的建筑师建造。教堂坐落在一座小山丘上，毗邻河流、小犹太会堂和热舒夫城堡，成为城市新防御体系的一部分。教堂由伯恩哈德修会管理。伯恩哈德修会来到东部，是使这些地区的东正教居民皈依天主教。该地区重要的圣母堂分布在莱扎伊斯克、利沃夫。